# 丹麥人民黨
丹麥人民黨（丹麥語：Dansk Folkeparti）是丹麥右派民粹主義政黨。現任黨魁為莫滕·梅塞施密特。
2001年－2011年，丹麥人民黨支持自由黨與保守人民黨的聯合政府。雖然未加入內閣，該黨在多數議題上一直維持與執政聯盟的緊密合作。做為議會合作的回報，他們要求執政黨支持他們的政治立場。
人民黨目標是保護丹麥人民的自由和文化遺產如家庭、皇室、丹麥國教會，執行嚴格執法、限制移民並增強移民的文化同化以避免丹麥成為多種族國家、維持強大的福利制度、加強教育與鼓勵人民工作以促進創業和經濟增長、保護環境和自然資源。
儘管受到部分公眾與媒體的嘲弄，截至2015年，人民黨自成立以來的支持度就不斷上升。2007年大選，人民黨獲得13.8%的得票率，拿下25席成為第三大黨。

## 歷史

### 早期（1995–2001）
1995年10月6日，皮娅·凯斯高、克里斯蒂安·圖勒森·達爾、保羅·諾德加（Poul Nødgaard）和奧勒·唐納（Ole Donner）離開進步黨（Fremskridtspartiet）成立丹麥人民黨。1996年6月1日，柯斯加在黨大會中獲得一致通過成為黨魁。該黨的成立是為了抗議進步黨的「無政府狀態」與其「孤注一擲」的政策。人民黨最初被許多人認為是進步黨的翻版，但很快就被證明是錯誤的。在努力成為能與他黨合作的負責政黨，與避免形成進步黨內同樣情況的過程中，領導階層藉由驅逐手段擊垮黨內的批評聲浪。人民黨認為高度集權的領導階層是必要的，不容許內部衝突和官方策略的分歧。
人民黨的成立代表了北歐右派民粹主義的變動。人民黨貼近法國新右派（Nouvelle Droite），而非過去的溫和式北歐右派民粹主義，是北歐國家的第一個成功政黨。更具體地說，丹麥人民黨代表了三個政治潮流：與《Tidehverv》期刊相關的基督教右派、「Den Danske Forening」的知識分子民族主義右派、進步黨的保守民粹主義。
1997年，該黨在市鎮選舉中拿下7%的選票，且在傳統左派地區表現優異，可媲美社會民主黨。1998年，該黨登記黨員達2,500名。1998年大選，第一次參與大選的人民黨以7.4%的得票率贏得13席。然而該黨未加入執政聯盟。

### 保守自由聯盟: 2001－2011
2001年議會選舉，人民黨得票率成長至12%，議會席次躍升至22席，成為第三大黨，能與自由黨、保守人民黨組成議會多數，這是首次右翼政黨可以單獨組閣，無需與中間派或左派政黨合作。自由黨和保守黨傾向與人民黨合作，而人民黨也在選舉中表達對自由黨首相參選人安德斯·福格·拉斯穆森的支持。最終人民黨表態支持首相拉斯穆森領導的自由黨和保守黨執政聯盟。作為交換，執政黨需實行他們部分重要要求，首先也最重要的是嚴格的移民政策。人民黨在2002年5月制訂的移民法中，扮演撰寫規章和條款的重要角色。該法被認為是「歐洲最嚴格」的法律。
2005年議會選舉，得票率再成長到13.2%，增加兩席來到24席。在第一次投票的年輕選民中，人民黨拿下了五分之一的票數。該黨繼續支持執政聯盟，並參與了福利與移民法律。
2006年，人民黨在日德蘭郵報穆罕默德漫畫事件後的民調中支持度大幅上升，社會民主黨則大幅下降。在1、2月的民調中，人民黨可增加7席，相當於社民黨失去的席次。然而，這項效應在媒體關注度降低後逐漸下降。
2007年議會選舉，人民黨以13.9%的支持率獲得25席。人民黨自成立以來，在選舉中皆持續成長。中間派政黨特別是新成立的新聯盟曾試圖停止人民黨移民政策，但最終仍宣告失敗。
2009年歐洲議會選舉。人民黨首位候選人摩頓·米瑟施密特（Morten Messerschmidt）拿下284,500張選票（為單一候選人第一高票）該黨在本次選舉中得票率15.3%，拿下2席歐洲議員。

## 政策

### 反對移民
人民黨認為丹麥天生不是個移民國家。該黨也不接受丹麥轉型為多文化種族社會，並拒絕多元文化政策。黨魁柯斯高表示她「不希望丹麥成為多種族多文化社會」，多種族丹麥將會是「國家災難」。人民黨冀求徹底減少非西方移民，反伊斯蘭文化並贊成移民文化同化政策。2010年，該黨提議停止所有非西方國家的移民。
2001年後與保守派的合作，使得他們部分政見得以實行，最重要的是嚴厲的限制移民政策，這導致它被稱為歐洲最嚴格的移民法。 政府實行的規定阻止國外配偶進入丹麥除非雙方年滿24歲、通過償還能力測試證明不須領取一年的社會救濟並支付60,011克朗的押金（約10,100美元）。這項規定的目的之一是打擊包辦婚姻。家庭團聚許可證從2002的8,151張下降至2005年的3,525張。部分難民前七年的社會福利被削減30-40%，失業補助被縮減的「創業補助」所取代。雖然執政聯盟宣布這項補助是藉著刺激民眾工作來促進融合，然而人民黨移民發言人索倫·克拉魯普（Søren Krarup）表示創業補助已大量減少經濟難民，證明他們「在丹麥街上找不到黃金」。
這些主張使該黨在歐洲移民危機中抬頭，並且在最近的歷次選舉中成長。

### 其他國內政策
人民黨希望改善老年人與殘疾人士的生活條件，對強姦、暴力、性虐待、魯莽駕駛和虐待動物等罪行執行更為嚴格的刑罰。他們支持對恐怖主義、伊斯蘭和冷戰歷史的研究補助金，以及增加國防預算。該黨也希望維持丹麥皇室與目前的《丹麥憲法》，並廢止刑法中的褻瀆與仇恨言論條款。

### 外交政策
人民黨反對將丹麥主權割讓給歐盟，繼續使用丹麥克朗，並反對土耳其加入歐盟。人民黨支持以色列對抗哈馬斯與美國反恐戰爭。人民黨支持台灣尋求獲得國際承認，在兩岸議題上支持台灣。 2007年，人民黨反對丹麥政府計畫承認科索沃獨立，並維護塞爾維亞的領土完整。

### 爭議
縱觀丹麥人民黨的歷史，其領導人藉由爭議立場獲得選民共鳴，但動搖了穩定的政治秩序：
丹麥移民法律的改變，引發了包括前瑞典社會民主黨政府、聯合國難民事務高級專員辦事處和歐洲委員會人權專員的批評。對瑞典的批評，柯斯加回應：「如果他們想讓斯德哥爾摩、哥登堡或馬爾默成為斯堪地那維亞的貝魯特，充斥著部族戰爭、名譽殺害和輪姦的話，就讓他們去做。我們可以在厄勒海峽大橋上放置障礙。」

## 支持度
自創黨以來，人民黨的得票率就持續上升。雖然反對大量移民與反伊斯蘭是該黨的中心思想，但在其他議題上被認為是增加支持率的原因：
- 觀念新穎：人民黨支持福利國家，特別是退休者的福利，並在移民和執法上有強烈的保守政策。因此，人民黨在主流政黨中獨樹一格，提出跨越傳統左右派界線的政策。民調顯示大量人民黨選民是關心福利國家衰落的前社民黨支持者。工會SiD在2001年選舉後的分析中表示，不滿40歲的非技術勞工中，有30%支持人民黨，只有25%支持社民黨。[41]
- 降低經濟切割重要性：部分作家認為歐洲社會的政治「分裂」在過去數十年已開始改變。[42]當代西歐民主國家的特色是兩個主要的切割量度：經濟切割量度，例如工人對抗資本，或國家參與經濟的程度；而社會文化切割量度是有關移民、執法、墮胎等等。斯德哥爾摩大學教授延斯·里德格倫（Jens Rydgren）認為人民黨之所以支持度上升事由於經濟切割的重要性降低，讓許多勞動階級選民疏遠他們的傳統政黨，如社會民主黨。
- 歐洲懷疑主義：在丹麥，只有兩個政黨反對所有歐盟新條約：人民黨與左派的紅綠聯盟（綠黨）。雖然大多數政治家贊成更有支配力的歐盟，但輿論普遍持懷疑態度，贊成這個民族國家維持權力。民眾透過公投拒絕《馬斯垂克條約》與歐元。人民黨比起左派更能有效地利用這份懷疑。
- 民粹主義：部分分析家認為曾任護士的皮雅·柯斯加吸引了「一般民眾」，因為她不同於其他經濟學家和學者出身的傳統政治階級。結合對非西方移民和伊斯蘭教的爭議立場，使她獲得勞工與中下階層選民的廣大支持。

與其他丹麥政黨相比，人民黨在民調中經常低1-1.5%。選舉研究者認為可能該黨支持者較不熱衷政治，因此拒絕調查訪談，或者是選民不願意透露非政治正確的意見給民調人員。

## 選舉結果

### 議會選舉
| 選舉 | 席次 | 得票數  | 丹麥本土得票率 |
| ---- | ---- | ------- | -------------- |
| 1998 | 13   | 252,429 | 7.4%           |
| 2001 | 22   | 413,987 | 12.0%          |
| 2005 | 24   | 444,205 | 13.2%          |
| 2007 | 25   | 479,532 | 13.8%          |
| 2011 | 22   | 436,726 | 12.3%          |
| 2015 | 37   | 741,539 | 21.1%          |
| 2019 | 16   | 308,219 | 8.7%           |

### 歐洲議會選舉
| 選舉 | 席次 | 得票數  | 得票率 |
| ---- | ---- | ------- | ------ |
| 1999 | 1    | 114,865 | 5.8%   |
| 2004 | 1    | 128,789 | 6.8%   |
| 2009 | 2    | 357,942 | 15.3%  |
| 2014 | 4    | 605,889 | 26.6%  |
| 2019 | 1    | 296,978 | 10.8%  |

## 來源
- Rydgren, Jens. . West European Politics. May 2004, 27 (3): 474–502.
- Meret, Susi.  (PhD thesis). SPIRIT PhD Series 25. University of Aalborg. 2010  [2011-05-22]. ISSN 1903-7783. （原始内容存档于2016-03-04）.

## 外部連結
- （丹麦文） 官方網站*（页面存档备份，存于）